# تارا سامرز
تارا سامرز (مواليد 19 ديسمبر 1979) هي ممثلة إنجليزية، بدأت مشوارها الفني عام 2003. شاركت في عدة أفلام من ضمنها فتاة المصنع  في عام 2006، كما قامت بدور كاتي لويد في مسلسل بوسطن ليغال. في 2011 أخرجت فيديو كليب أغنية Called Out in the Dark لفرقة سنو باترول.

## وصلات خارجية
- تارا سامرز على موقع IMDb (الإنجليزية)
- تارا سامرز على موقع ألو سيني (الفرنسية)
- تارا سامرز على موقع أول موفي (الإنجليزية)
- تارا سامرز على موقع قاعدة بيانات الأفلام السويدية (السويدية)
- تارا سامرز على موقع قاعدة بيانات الفيلم (الإنجليزية)
- تارا سامرز على موقع كينوبويسك (الروسية)